# Statsvetenskapliga föreningen i Uppsala
Statsvetenskapliga föreningen, grundad 1919, är en av de vetenskapliga föreningarna vid Uppsala universitet, knuten till dess institution för statsvetenskap.
Föreningen utger bland annat en skriftserie sedan 1933.